# 天全县
天全县在中华人民共和国四川省中部偏西，是雅安市所辖的一个县。天全县地处四川盆地西部边缘，二郎山东麓，青衣江上游，川藏公路（国道318线）横贯全境。县辖15个乡（镇），总面积2400平方公里，2010年第六次全国人口普查显示全县常住人口为134156。县城城厢镇距成都市180公里，距雅安市38公里，

## 历史
公元前111年西汉在今天的天全县设立徙县。西晋时改名为徙阳县，南齐时改名为枞阳县，553年西魏又改名为始阳县。618年唐朝设立杨启县，734年设立四个兵镇。
元朝设立天全招讨司，这是天全这个名称首次出现。按照《天全州志》的记载这个名称来源于当地多雨，因此被称为天漏，易漏为全，因此被称为天全。明朝改为天全六番招讨司。1729年清朝废除天全土司，以其地设立天全州。1913年，中華民國北洋政府改为天全县。

中華民國時期，天全縣屬西康省管轄

1939年，天全县被并入西康省。1955年随西康省并入四川省。

## 地理
天全县的地理位置在北纬29°49'至30°21'和东经102°16'至102°55'之间，东为芦山县和雅安市雨城区，南接荥经县，西临泸定县和康定市，北靠宝兴县。面积为2392.16平方公里，其中绝大多数是山地。它的西边是夹金山和二郎山，青衣江流过天全县。
县境内西北的地势比较高，最高点为5150米，西南地势比较低，最低点为600米。县内有许多河流。森林覆盖率为50.23％

### 气候
天全县的年平均气温为15.1℃，1月份的气温最低，平均为5℃；8月份的气温最高，平均为23.7℃。天全县的降雨量非常高，年平均降雨量达1660毫米，尤其在秋季降雨量特别高。平均日照数为964个小时。县内偶尔会有狂风、冰雹等气候灾害。

## 行政区划
天全县下辖7个镇、3个乡：
城厢镇、始阳镇、思经镇、喇叭河镇、小河镇、仁义镇、新场镇、乐英乡、新华乡和兴业乡。

## 交通
318国道过境。